# キバアンコウ
キバアンコウ（学名：Neoceratias spinifer）は、アンコウ目キバアンコウ科に分類される魚類の一種。キバアンコウ科・キバアンコウ属は単型。中央太平洋西部の漸深層や中深層に生息する深海魚。イリジウム(誘引突起)やエスカ(擬餌状体)を持たない。また顎の外側に大きな牙をもつ。

## 形態
体は細長く、体長は11 cmほど。体色は暗い赤褐色から黒色で、皮膚に鱗は無い。眼は小さく、口は大きく突き出ている。顎の内側には、短く真っ直ぐな不動の歯が、間隔を空けて並んでいる。顎の外側には長い牙が生え、最長で体長の15％近くに達する。可動性の歯の根元には蝶番があり、筋組織は発達し、歯の先端には小さな鉤がある。鼻には1対の大きな乳頭状突起があるが、鼻孔は無い。背鰭は11-13条、臀鰭は10-13条、胸鰭は12-15条から成る。腹鰭を持たない。
成熟した雄は雌に寄生した標本からしか知られていない。最大で体長18 mm。雌よりも体色が薄く、皮膚は半透明。嗅覚器官は無く、眼は退化して皮膚に覆われている。幼魚は体長4 - 10 mmで、嗅覚器官が発達し、性差は無い。

## 生態
生物発光の為の器官も無く、歯の配置も異常であるため、食性は不明である。顎の外側の牙は、柔らかい体の無脊椎動物を絡めるのに役立つことが示唆されている。雄は寄生性で、顎の先端にある歯状突起を使って雌に付着し、その後組織や血管が雌と融合する。